# Kuytun
Khuê Đồn (tiếng Trung: 奎屯市; bính âm: Kuítún Shì; Uyghur:  كۈيتۇن شەھىرى‎, ULY:  Küytun Xəh̡iri, UPNY:  Küytun Shehiri?) là một thành phố cấp huyện của Châu tự trị dân tộc Kazakh - Ili (Y Lê), khu tự trị Tân Cương, Trung Quốc. Thành phố nằm giữa hai thành phố lớn của Tân Cương là Ô Tô và Thạch Hà Tử và nằm trên tuyến đường sắt từ Urumqi đến Kazakhstan. Khuê Đồn nằm gần một sa mạc. Người Hán chiếm 94,62% dân số của thành phố.

### Nhai đạo
- Đoàn Kết Lộ (团结路街道
- Ô Lỗ Mộc Tề (Urumqi) Đông Lộ (乌鲁木齐东路街道
- Bắc Kinh Lộ (北京路街道)
- Ô Lỗ Mộc Tề (Urumqi) Tây Lộ (乌鲁木齐西路街道)
- Hỏa Xa Trạm (火车站街道)

### Hương
- Khai Can Tề (开干齐乡)